# Municipio de Lone Oak
El municipio de Lone Oak (en inglés: Lone Oak Township) es un municipio ubicado en el condado de Bates en el estado estadounidense de Misuri. En el año 2010 tenía una población de 281 habitantes y una densidad poblacional de 3,02 personas por km².

## Geografía
El municipio de Lone Oak se encuentra ubicado en las coordenadas 38°10′41″N 94°19′10″O / 38.17806, -94.31944. Según la Oficina del Censo de los Estados Unidos, el municipio tiene una superficie total de 93.09 km², de la cual 89,1 km² corresponden a tierra firme y (4,29 %) 3,99 km² es agua.

## Demografía
Según el censo de 2010, había 281 personas residiendo en el municipio de Lone Oak. La densidad de población era de 3,02 hab./km². De los 281 habitantes, el municipio de Lone Oak estaba compuesto por el 98,93 % blancos, el 0,36 % eran amerindios y el 0,71 % eran de una mezcla de razas. Del total de la población el 0,71 % eran hispanos o latinos de cualquier raza.